# رنه دومینگو
رنه دومینگو (انگلیسی: René Domingo; ۲۹ دسامبر ۱۹۲۸ – ۶ ژوئن ۲۰۱۳) بازیکن فوتبال اهل فرانسه بود.
از باشگاه‌هایی که در آن بازی کرده‌است می‌توان به باشگاه فوتبال سن-اتین اشاره کرد.
وی همچنین در تیم ملی فوتبال فرانسه بازی کرده‌است.